# Brakovci
Brakovci (cyr. Браковци) – wieś w Bośni i Hercegowinie, w Republice Serbskiej, w gminie Srebrenica. W 2013 roku liczyła 121 mieszkańców.